# Baras (Catanduanes)
Baras es un municipio filipino de quinta clase, perteneciente a la provincia de Catanduanes, en la región de Bicolandia.

## Toponimia
El lugar puede aparecer referido como «Baras» y «Barás».

## Historia
Hacia mediados del siglo XIX, el lugar formaba parte de Bato, en la provincia de Albáy. Aparece descrito en el primer volumen del Diccionario geográfico, estadístico, histórico de las Islas Filipinas (1850) de Manuel Buzeta Núñez y Felipe Bravo con las siguientes palabras:

BARÁS: barrio en la isla de Catanduanes, adscrita á la prov. de Albay, térm. jurisd. de Bato (distante 1 leg. escasa al S. S. O.), dióc. de Nueva-Cáceres; sit. en los 128° 4' long., los 13° 39' lat.; en la costa E. de la isla, sobre un pequeño seno, en que desagua el r. de su mismo nombre, á cuya orilla derecha se halla la pobl. La misma da el nombre de puerto de Barás á este seno. pobl., prod. y trib. con la matriz.
(Buzeta y Bravo, 1850, p. 347)

En 2020, tenía censados 13 484 habitantes.